# Triticatum
La Fundació Triticatum es un proyecto sin ánimo de lucro dedicado a la investigación y cultivo de semillas antiguas y tradicionales de las distintas especies de trigo. Con sede en Sales de Llierca (provincia de Gerona, España), fue fundado por Víctor Garcia Torres y en él participan campesinos, panaderos y otros profesionales.  La actual panadería española se elabora mayoritariamente con variedades híbridas de alto rendimiento, y apenas un 10% son semillas antiguas. En 2008, Triticatum contaba con un registro de más de 400 variedades de trigo, muchas de las cuales han desaparecido de los campos y de la producción agrícola intensiva. Triticatum obtiene sus semillas del CRF y de prospecciones por toda Cataluña y el resto de España.
Según su web, Triticatum tiene como objetivo «promover la sensibilidad respecto al patrimonio fitogenético de las variedades locales, básicamente de los trigos, fomentar la conservación de los recursos y ecosistemas tradicionales en cultivo ecológico». Poseen un jardín botánico (Bressol de Blats) en el cual hacen se hace un seguimiento agronómico de las variedades. También se dedican a la divulgación y formación agrícola.